# معا لأجل كتالونيا (2017)
معا لأجل كتالونيا هو تحالف انتخابي وبرلماني في كتالونيا، تم تسجيله كحزب سياسي في وزارة الداخلية في يوليو 2018، تم تصوره في الأصل كمنصة يتألف من الحزب الديمقراطي الأوروبي الكتالوني خليفة التقارب الديمقراطي لكتالونيا والمستقلين، وتركزوا حول ترشيح الرئيس الكتالوني السابق كارلس بوتشدمون قبل انتخابات 2017 الإقليمية الكتالونية. ذهب بعض هؤلاء المستقلين إلى تشكيل حزب العمل من أجل الجمهورية السياسي، وهو أيضًا جزء من التحالف في برلمان كتالونيا.
تم الحفاظ على التحالف من أجل الانتخابات العامة الإسبانية في أبريل ونوفمبر 2019، وكذلك في البرلمان الأوروبي والانتخابات المحلية التي أجريت في 26 مايو 2019. العلامة للتحالف هي حاليًا موضوع نزاع سياسي بين الحزب الديمقراطي الأوروبي الكتالوني وبوتشدمون، وقد استخدمها الأخير كأساس لحزب جديد يستخدم نفس التسمية.